# Psathyrostachys
Psathyrostachys és un gènere de plantes de la família de les poàcies originari d'Euràsia. Fou descrit pel botànic rus Sergéi Nevski.
El nom del gènere deriva de les paraules gregues psathyros (feble, enfonsament) i stachys (espiga), al·ludint a la fragilitat del raquis.

## Taxonomia
- Psathyrostachys caduca
- Psathyrostachys caespitosa
- Psathyrostachys daghestanicus
- Psathyrostachys desertorum
- Psathyrostachys fragilis
- Psathyrostachys huachanica
- Psathyrostachys huashanica
- Psathyrostachys hyalantha
- Psathyrostachys juncea
- Psathyrostachys junceus
- Psathyrostachys kronenburgii
- Psathyrostachys lanuginosa
- Psathyrostachys rupestris
- Psathyrostachys ruprestris
- Psathyrostachys scabriphylla
- Psathyrostachys stoloniformis